# Frederica Wilson
Frederica Wilson, née le 5 novembre 1942 à Miami, est une femme politique américaine membre du Parti démocrate, représentante de Floride à la Chambre des représentants des États-Unis depuis 2011.

## Biographie
Après des études à l'université Fisk et à l'université de Miami, Wilson obtient un master en éducation. Elle devient éducatrice puis principale d'une école élémentaire. Elle rejoint ensuite le conseil des écoles du comté de Miami-Dade de 1992 à 1998. À ce poste, elle fonde le 5,000 Role Models of Excellence, un programme de tutorat pour aider des jeunes garçons susceptibles d'arrêter l'école.
Elle est élue à la Chambre des représentants de Floride de 1998 à 2002, puis au Sénat de Floride de 2002 à 2010.
Lors des élections de 2010, elle se présente à la Chambre des représentants des États-Unis dans le 17e district de Floride. Elle remporte la primaire démocrate devant huit autres candidats avec 35 % de voix. Elle est élue représentante avec 86,2 % des suffrages, sans candidat républicain face à elle. En raison d'un redécoupage des circonscriptions, elle se présente en 2012 dans le 24e district de Floride. En majorité afro-américain, le district est l'un des plus favorables aux démocrates de l'État. Elle y est élue sans opposition. Elle est réélue en 2014 avec 86,2 % des voix.

### Vie privée
Wilson est veuve et mère de trois enfants.
Elle est connue pour sa passion pour les chapeaux, qu'elle porte chaque jour en hommage à sa grand-mère originaire des Bahamas. Elle compte plusieurs centaines de chapeaux. Elle ne peut cependant pas en porter à la Chambre des représentants où le port d'un couvre-chef est interdit depuis 1837 (contrairement au Sénat de Floride).

## Positions politiques
Wilson est considérée comme l'une des démocrates les plus libérales ou progressistes de Floride voire du pays,.
Elle est en faveur d'un contrôle des armes à feu. Après la mort de Trayvon Martin, elle dépose une résolution en son honneur au Congrès et demande le retrait des lois stand-your-ground. Le frère de celui-ci devient d'ailleurs l'interne de Wilson dans le cadre du 5,000 Role Models of Excellence.
Face à la montée du mouvement anti-vaccination, cette ancienne principale d'école propose une loi fédérale pour imposer la vaccination de l'ensemble des élèves des écoles publiques.